# 데이지 존슨

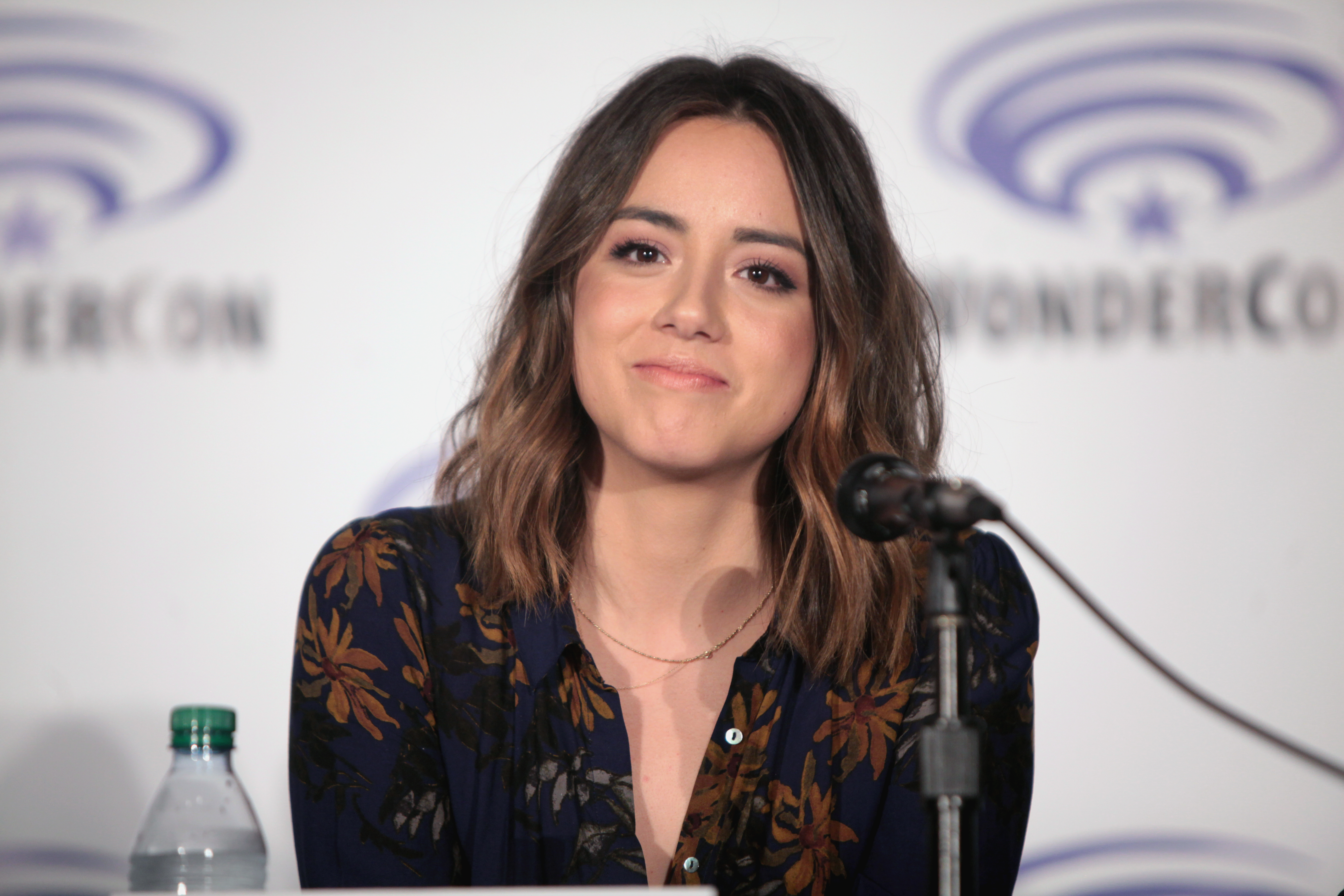

데이지 존슨(영어: Daisy Johnson)은 마블 스튜디오의 드라마 《에이전트 오브 쉴드》에서 활약하는 가상의 캐릭터이다. 가수 겸 배우 클로이 베넷이 맡고 있다.
데이지 존슨은 마블의 가장 주목할 만하고 강력한 여성 영웅 중 한 명으로 묘사되었다.
데이지 존슨은 마블 시네마틱 유니버스의 첫 번째 TV 시리즈인 에이전트 오브 쉴드의 주인공으로 출연했다. 배우 클로이 베넷이 연기했다. 원래 스카이(Skye)로 알려진 인휴먼(Inhuman)으로 재창조되었다. 이 해석의 측면은 나중에 만화에 통합되었다.